# О’Салливаны
О’Салливаны (англ. O'Sullivan, ирл. Ó Súileabháin, Ó Súilleabháin) — один из древнейших ирландских родов. По поводу происхождения родового имени есть несколько версий: согласно наиболее популярной, «Салливан» переводится, как «черноглазенький» (súil «глаз» + dubh «чёрный» + -án «уменьшительный суффикс»). Другие варианты перевода — «одноглазый» или «с глазом ястреба».

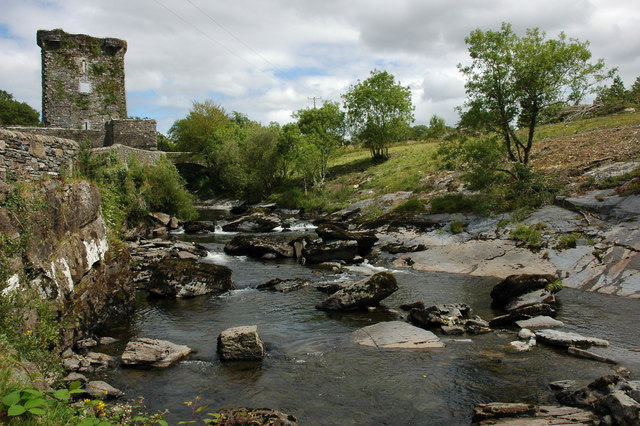
Замок Карриганасс, построенный в 1541 году Дермотом О'Салливаном, главой рода О'Салливан Бера

В ирландских генеалогиях род О’Салливанов считался потомками Миля Испанского; по легенде, сыновья Миля мигрировали с северо-западного побережья Испании, с территории нынешней испанской провинции Галисия, где располагался древний город Бриганция.
Предок клана — Сулливан — считался потомком короля Мунстера — Фингена, сына Аэда Чёрного, умершего около 619 года, принадлежавшего к династии Эоганахта. Сулливан был рождён через восемь поколений после него, в 862 году.
Первоначальные земли клана располагались в графстве Типперэри. В 1169 году в Ирландию вторглись норманны — и к 1193 году О’Салливаны были оттеснены на запад Корка (Cork) и на юг полуострова Керри (Kerry). Вскоре после этого клан распался на две ветви:
- О’Салливанов Мор (O’Sullivan Mór) — Большие О’Салливаны в южном Керри и
- О’Салливанов Бера (O’Sullivan Beare) на западе Корка и отчасти также в южном Керри.

Последнее название почти одноименно с полуостровом Beare, который, в свою очередь, получил имя от испанской принцессы Беры (Beara), жены первого короля Мунстера.
В XIII веке О’Салливаны наладили успешное противостояние норманнам совместно с кланами Мак-Карти и О’Донахью. В 1261 году три союзных клана нанесли норманнам поражение в сражение при Кашглине, что недалеко от Килгарвана. В следующем году была одержана ещё одна победа. В результате установилась граница между землями норманнского семейства Фицджеральдов из северного Керри и тремя союзными гэльскими кланами. Эта граница продержалась на протяжении трёхсот лет, в течение которых бывшие противники породнились с друг другом массой брачных связей.
О’Салливаны Бир разделились в 1592 году на две ветви. Вождь клана Донал О’Салливан был убит в 1563 г., когда его сыну Доналу было всего два года от роду. Главой рода стал один из братьев погибшего Донала — Оуэна. Оуэн стал лордом Бира и Бантри, он проводил про-английскую политику, за что был посвящён королевой Елизаветой в рыцари. В 1587 году 26-летний Донал обратился к дублинским властям, требуя объявить себя главой рода. Потерпев неудачу в борьбе с англичанами, Донал эмигрировал в Испанию и закончил свою жизнь в Мадриде. Племянник Донала, Филипп О’Салливан Бера был известным ирландским историком.